# Montaubion-Chardonney
Pronunciação
Montaubion-Chardonney foi uma antiga comuna suíça no cantão de Vaud, localizada no território de Jorat-Menthue.